# Beyruth
Beyruth, właśc. Elson Iazegi Beyruth (ur. 20 października 1941 w São João da Barra, zm. 15 sierpnia 2012 w Santiago) – piłkarz brazylijski, występujący na pozycji napastnika.

## Kariera klubowa
Karierę piłkarską Beyruth rozpoczął we CR Flamengo w 1959 roku. W latach 1962–1963 występował w Corinthians Paulista. W latach 1965–1974 Beyruth występował w Chile w CSD Colo-Colo. Z CSD Colo-Colo dwukrotnie zdobył mistrzostwo Chile w 1970 i 1972 oraz Copa Chile w 1974 roku. Karierę zakończył w macierzystym Flamengo w 1975 roku.

## Kariera reprezentacyjna
W 1959 roku Beyruth uczestniczył w Igrzyskach Panamerykańskich, na których Brazylia zajęła drugie miejsce. Beyruth na turnieju w Chicago wystąpił we wszystkich sześciu meczach z Kostaryką (bramka), Kubą (bramka), Stanami Zjednoczonymi, Haiti, Meksykiem i Argentyną.
Zmarł 15 sierpnia 2012 w wieku 70 lat.